# Петър Габе
Петър (Пейсах) Израелевич Габе е български журналист и общественик от руско-еврейски произход.

## Биография
Петър (рождено име Пейсах) Габе е роден на 18 февруари 1857 г. в Елисаветград, Херсонска губерния. Взема участие като опълченец в Руско-турската война през 1877 – 1878 г. Човек с демократични разбирания, народоволец, напуска Русия през 1884 г., търсейки убежище в България.
Пристига в Южна Добруджа и се заселва там през късната есен на 1884 г. заедно със съпругата си Екатерина Самойловна Дуел, с която са женени от 1881 г., и едногодишния им син Израел (наричан Сеня). Следващите деца в семейството са Изидора (бъдещата поетеса Дора Габе), родена през 1886 г., Емануил (Манол), роден през 1889 г., Изабела (Бела Габе), родена през 1893 г.
Петър Габе се нарежда сред най-големите чифликчии в Добруджа, въвежда най-модерна техника по онова време, внася специални сортове, създава първото биволовъдно стопанство в България.
През 1891 г. получава българско гражданство. Сътрудник е на вестниците „Мир“, „Воля“, „Радикал“, „Балканска зора“, „Свобода“, „Независимост“, „Буря“, „Народ“, „Ден“ и др.
През 1894 г. е избран в Балчик за народен представител с голяма преднина и полага клетва в Народното събрание, но по-късно изборът му е касиран.
През 1913 г., след първото завладяване на Южна Добруджа от Румъния, семейството се премества в София.
Петър Габе умира в София през 1927 г.
Личният му архив се съхранява във фонд 137К в Централен държавен архив. Състои от 581 архивни единици от периода 1872 – 1951 г.

## Обществена дейност
Петър Габе е общественик, публицист, стопански деец, аграрикономист. Пише по икономически и стопански въпроси, обявява се против лихварството и експлоатацията от чорбаджиите. През 1894 г. в сп. „Българска сбирка“ в поредица статии изтъква липсата на икономически изследвания, което се отразява върху развитието на българското селско стопанство. Критикува данъчната система при Стамболов, която затормозява развитието на земеделието. Помага за подготовката на стопанската програма на правителството на д-р К. Стоилов.
Когато Румъния предявява открито претенциите си към Южна Добруджа, Габе написва изложение до Министерски съвет на 25 юни 1913 г. В него нарича тази част от страната „Българската Калифорния“ и предрича тежка загуба за икономическото развитие на България, ако ѝ Добруджа бъде отнета.
Автор е на 13 книги, свързани предимно със съдбата на Добруджа. През 1917 г. публикува своята анкета „Румъния в Добруджа 1913 – 1916“, която според някои е „най-българската книга за румънската окупация на Южна Добруджа“, съчетание от добросъвестно излагане на фактите от стопански характер, проникновено и далновидно тълкуване на политико-икономическите реалности и дълбоко човешко изобразяване на преживените митарства и издръжливост на населението в тези тежки условия. Заради тази книга румънски съд го осъжда задочно на смърт и конфискува недвижимото му имущество, личния му архив и богатата библиотека, останали в Южна Добруджа. През 1925 г. отпечатва най-известното си съчинение – „Добруджанския въпрос в неговата същност (По повод обезземляването на добруджанското население)“, което е издадено и на френски език.